# نیمه‌شب (فیلم ۱۹۳۹)
نیمه‌شب (انگلیسی: Midnight) فیلمی در ژانر کمدی رمانتیک به کارگردانی میچل لایزن است که در سال ۱۹۳۹ میلادی در آمریکا منتشر شد.

## خلاصه داستان
«ایو» (کلودت کولبرت) دختری است که می‌کوشد در کار نمایش به جایی برسد؛ «ژرژ فلاماریون» (جان باریمور)، ثروتمندی است که تصور می‌کند جوانی ژیگولو به نام «ژاک پیکو» (جینو کورادو) بیش از حد به زن او، «هلن» (مری آستور) توجه دارد و «تیبور» (دان آمچی)، رانندهٔ تاکسی جوانی است که دل باختهٔ «ایو» است.

## بازیگران
- کلودت کولبرت
- دان آمچی
- جان باریمور
- مری آستور
- فرانسیس لدرر
- هدا هاپر
- مونتی وولی
- رابرت گریوز
- سم هریس
- ویلیام هاپر
- ادموند مورتیمر
- ماری مک‌لارن